# Craven C. Rogers Jr.

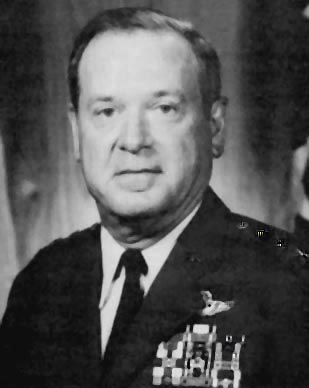
Craven C. Rogers Jr.

Craven C. Rogers Jr. (* 16. September 1934 in Galveston, Texas; † 4. August 2016 in Tampa, Florida) war ein Generalleutnant der United States Air Force. Er war unter anderem Kommandeur der 7. Luftflotte.

## Leben
In den Jahren 1953 bis 1957 besuchte Craven Rogers die United States Military Academy in West Point. Nach seiner Graduation wurde er als Leutnant in das Offizierskorps der Air Force aufgenommen. In der Folge durchlief er dort alle Offiziersgrade vom Leutnant bis zum Drei-Sterne-General.
Im Lauf seiner militärischen Karriere absolvierte er verschiedene Kurse und Schulungen. Dazu gehörten unter anderem eine Ausbildung zum Kampfpiloten und weitere Fortbildungskurse als Pilot neuer Flugzeugtypen; die Squadron Officer School auf der Maxwell Air Force Base in Alabama und das Industrial College of the Armed Forces. Außerdem erhielt er einen akademischen Grad von der George Washington University.
In seinen frühen Jahren als Offizier der Luftwaffe war er an verschiedenen Stützpunkten in den Vereinigten Staaten stationiert. Dabei war er als Pilot, Flugausbilder oder Stabsoffizier bei unterschiedlichen Einheiten tätig. Dazwischen absolvierte er die erwähnten Schulungen. Mitte der 1960er Jahre war er als Kampfpilot in England stationiert. Zwischen Januar 1968 und Februar 1969 war er als Pilot im Vietnamkrieg eingesetzt, wobei er 255 Kampfeinsätze flog.
Nach seiner Rückkehr in die Vereinigten Staaten setzte er seine Offizierslaufbahn bei der Air Force fort. Er war unter anderem Stabsoffizier im Hauptquartier der Luftwaffe. Im Juni 1978 wurde er Kommandeur des 4. Taktischen Geschwaders (4th Tactical Fighter Wing), bei dem er zuvor stellvertretender Kommandeur gewesen war. Das Geschwader war auf der Seymour Johnson Air Force Base in North Carolina stationiert. Im Juli 1980 kehrte er zum Stab des Hauptquartiers der Luftwaffe zurück.
Zwischen Juni 1983 und Juli 1985 war Craven Rogers in Südkorea stationiert. Dort kommandierte er die in dieser Region tätigen amerikanischen Luftstreitkräfte (U.S. Air Forces Korea) und die Luftkomponente des ebenfalls in Südkorea ansässigen United Nations Command. Außerdem hatte er den Oberbefehl über die dort stationierte 314th Air Division. Sein Hauptquartier befand sich dabei auf der Osan Air Base. Danach wurde er nach Hawaii versetzt. Auf der Hickham Air Force Base war er zwischen Juli 1985 und Dezember 1986 stellvertretender Kommandeur der Pacific Air Forces.
Danach kehrte er zur Osan Air Base in Südkorea zurück. Dort erhielt er am 9. Dezember 1986 als Nachfolger von Jack I. Gregory das Kommando über die 7. Luftflotte. Gleichzeitig war er stellvertretender Kommandeur der United States Forces Korea, der kombinierten südkoreanisch-amerikanischen Streitkräfte, und des United Nations Command. Diese Aufgaben bekleidete er bis zum 31. Oktober 1988, als er von Thomas A. Baker abgelöst wurde. Seine letzte Aufgabe führte Craven Rogers auf die MacDill Air Force Base in Florida. Dort übernahm er das Amt des stellvertretenden Kommandeurs des United States Central Command. Diesen Posten hatte er bis zu seiner Pensionierung im Jahr 1991 inne. In seiner Zeit als aktiver Militärpilot absolvierte er über 5200 Flugstunden auf unterschiedlichen Flugzeugtypen.
Nach seiner Pensionierung war er einer der Direktoren des Hilfsdienstes Auxiliary Services und dann Leiter der Finanzverwaltung (Vice President of Finance) der University of Tampa.
Craven Rogers starb am 4. August 2016 in Tampa und wurde auf dem Nationalfriedhof Arlington beigesetzt.

## Orden und Auszeichnungen
Er erhielt im Lauf seiner militärischen Laufbahn unter anderem folgende Auszeichnungen:
- Defense Distinguished Service Medal
- Air Force Distinguished Service Medal
- Legion of Merit
- Bronze Star Medal
- Distinguished Flying Cross
- Air Medal
- Air Force Commendation Medal
- Meritorious Service Medal